# Белокрылая лысуха
Белокрылая лысуха (лат. Fulica leucoptera) — южноамериканский вид журавлеобразных птиц семейства пастушковых (Rallidae).

## Распространение
Белокрылая лысуха распространена в Чили, на востоке и юго-востоке Боливии, в Парагвае и на территории с крайнего юго-востока Бразилии южнее через Аргентину до Огненной Земли.

## Внешний вид
Длина тела птиц около 40 см. Размерами и окраской напоминает американскую лысуху. Клюв желтоватый, бляшка на лбу жёлтая. Название получила из-за белых кончиков второстепенных маховых перьев, заметных только у летящей птицы.

### Голос
Песня птицы звучит как лай маленькой собаки — «вит-ву-ву-вит-вут-ву…».

## Образ жизни
Населяет болота, топи и различные озёра. Встречаются на высоте до 4500 метров над уровнем моря. По поведению и особенностям образа жизни похожа на другие виды этого рода.